# Krankšvester
Krankšvester est un groupe croate de musique électronique et hip-hop, originaire d'Osijek.

## Histoire
Krankšvester est formé à Osijek et composé de 3ki (Davor Miletić, anciennement connu sous le nom de 3ki Stil) et Sett (Hrvoje Marjanović). Connu pour ses paroles vulgaires, provocatrices, satiriques et sarcastiques (principalement sur le thème du sexe).
Le groupe publie son premier album, Krankšvester I, en 2010. Il traite non seulement de sujets tabous, mais contient également une grande quantité d'insultes, bien que les musiciens eux-mêmes estiment qu'avant et après la sortie de leur album, il y avait des artistes de la scène balkanique qui publiaient exactement les mêmes compositions. Dans une interview réalisée en 2023, Krankšvester déclare qu'il ne faisait pas partie du courant musical dominant et qu'il n'avait pas accès aux plates-formes musicales grand public.
Leur morceau le plus connu est Gaber (2017), dont le clip compte plusieurs millions de vues sur YouTube en 2018, et plus d'un million d'écoutes sur Spotify en 2023. Comme le reconnaît le journaliste Miloš Dašić, la chanson trouve une incroyable popularité lors des célébrations de mariage en Serbie et en Croatie. Le groupe est également connu pour sa collaboration avec Sajsi MC.
En 2022, le groupe remporte le 29e Porin Music Awards dans la catégorie du « Meilleur album hip-hop de l'année ». Fin 2023, le groupe annonce la sortie d'un autre album, que la presse appelle Krankšvester VI ; l'album sort en 2024 sous le nom de Dobri Dečki. 

## Discographie

### Albums studio
- 2010 : Krankšvester I
- 2012 : Krankšvester II
- 2014 : Krankšvester III
- 2016 : Krankšvester Bonus (Švester je istina)
- 2017 : Krankšvester IV
- 2021 : Krankšvester V
- 2024 : Dobri Dečki (2024)

### Compilation
- 2016 : Krankšvester BOX (2016)

### Projets annexes

#### 3ki Stil
- 2006 : Cirkus[6]
- 2008 : U potrazi za nekim čankirom
- 2010 : Tvrda Stolica (feat. Phezz Beatz)[7]

#### Sett
- 2000 : Demo za demos
- 2001/2002 : ...Izmi
- 2006 : Dnevnik dvorske lude
- 2009 : Vodič kroz život za bezbrižne
- 2012 : Antiklimaks I
- 2012 : Antiklimaks II